# 格奧爾格·溫瑟堡
格奧爾格·溫瑟堡（德語：Georg Wenzelburger）是第二次世界大戰納粹德國的軍官，從1940年開始在德軍中擔任軍職，在大戰裡獲得了騎士鐵十字勳章，最高軍階為少校。
格奧爾格·溫瑟堡於1910年12月22日出生在德國巴登-符腾堡的一個小鎮，是一名鎖匠的兒子。溫瑟堡在1930年時進入陸軍第13步兵團服役，9年後他晉升為中士，並在大戰前不久結婚。1940年，溫瑟堡成為第15連的一排排長，並與第15步兵師參加西線戰役。由於表現優秀而被升為上級上士（Oberfeldwebel），不久後備轉入東方戰線，並在1941年至42年期間晉升為少尉，還參與了德米楊斯克包圍戰。1943年8月又晉升為中尉，到1944年蘇聯反攻和德國戰敗期間，率領德軍步兵部隊頑強抵抗，還因此獲得騎士鐵十字勳章和重傷勳章。在1945年4月，溫瑟堡於醫院被美軍所俘虜，在1945年7月被釋放。
2000年1月18日，格奧爾格·溫瑟堡以89歲高齡於德國巴登-符腾堡過世。